# Fasciculonemertes arenicola
Fasciculonemertes arenicola är en djurart som tillhör fylumet slemmaskar, och som beskrevs av Evangelina A. Sánchez och Cancino 1980. Fasciculonemertes arenicola ingår i släktet Fasciculonemertes och familjen Fasciculonemertidae. Inga underarter finns listade i Catalogue of Life.